# Puchar Mitropa 1981/1982
Wyniki Pucharu Mitropa w sezonie 1981/1982.

## Uczestnicy
W turnieju wzięły udział 4 zespoły, triumfatorzy rozgrywek drugoligowych w swoich krajach:
- Haladás Szombathely (Węgry)
- NK Osijek (Jugosławia)
- A.C. Milan (Włochy)
- TJ Vitkovice (Czechosłowacja)

## Komplet wyników
1. kolejka
- TJ Vitkovice - A.C. Milan 2:1
- Haladás Szombathely - NK Osijek 4:2

2. kolejka
- A.C. Milan - Haladás Szombathely 2:0
- NK Osijek - TJ Vitkovice 0:0

3. kolejka
- NK Osijek - A.C. Milan 1:1
- Haladás Szombathely - TJ Vitkovice 2:2

4. kolejka
- A.C. Milan - TJ Vitkovice 3:0
- NK Osijek - Haladás Szombathely 3:0

5. kolejka
- Haladás Szombathely - A.C. Milan 0:1
- TJ Vitkovice - NK Osijek 1:0[1]

6. kolejka
- A.C. Milan - NK Osijek 2:1
- TJ Vitkovice - Haladás Szombathely 6:1

## Tabela końcowa
| Poz. | Zespół              | Pkt | Z | R | P | Bramki |
| ---- | ------------------- | --- | - | - | - | ------ |
| 1    | A.C. Milan          | 9   | 4 | 1 | 1 | 10-4   |
| 2    | TJ Vitkovice        | 8   | 3 | 2 | 1 | 11-7   |
| 3    | NK Osijek           | 4   | 1 | 2 | 3 | 7-8    |
| 4    | Haladás Szombathely | 3   | 1 | 1 | 4 | 7-16   |